# Lijst van schepen van de United States Navy (J)
Deze lijst geeft een overzicht van schepen die ooit in dienst zijn geweest bij de United States Navy waarvan de naam begint met een J.

## J
- USS J. A. Palmer ()
- USS J. Alvah Clark ()
- USS J. B. Walker ()
- USS J. C. Kuhn ()
- USS J. Douglas Blackwood (DE-219)
- USS J. Franklin Bell ()
- USS J. Fred Talbott (DD-156)
- USS J. J. Crittenden ()
- USS J. M. Guffey ()
- USS J. M. Woodworth ()
- USS J. R. Y. Blakely (DE-140)
- USS J. Reynor & Son ()
- USS J. Richard Ward ()
- USS J. Vaud ()
- USS J. W. Wilder ()
- USS J. William Ditter ()

### Ja
- USS Jacamar (, )
- USS Jacana (MSC-193)
- USS Jaccard ()
- USS Jack (SS-259, SSN-605)
- USS Jack C. Robinson (APD-72)
- USS Jack Miller ()
- USS Jack W. Wilke (DE-800)
- USS Jack Williams (FFG-24)
- USS Jackal ()
- USS Jackdaw ()
- USS Jacksonville (SSN-699)
- USS Jacob Bell ()
- USS Jacob Jones (DD-61, DD-130, DE-130)
- USS Jacona ()
- USS Jade ()
- USS Jaguar ()
- USS Jallao (SS-368)
- USS Jamaica ()
- USS James Adger (1851)
- USS James C. Owens (DD-776)
- USS James E. Craig ()
- USS James E. Kyes (DD-787)
- USS James E. Robinson (AK-274)
- USS James E. Williams (DDG-95)
- USS James Guthrie ()
- USS James H. Clark ()
- USS James K. Paulding (DD-238)
- USS James K. Polk (SSBN-645)
- USS James L. Davis ()
- USS James M. Gilliss (, AGOR-4)
- USS James Madison (1807, SSBN-627)
- USS James Miller (DD-535)
- USS James Monroe (SSBN-622)
- USS James O'Hara (APA-90)
- USS James River (SP-861, LSMR-510)
- USS James S. Chambers (1861)
- USS James Wooley (YT-45)
- USS Jamestown (1844, PG-55, AG-166)
- USS Jan Van Nassau (1913)
- USS Jane II (SP-1188)
- USS Janssen (DE-396)
- USS Jarrett (FFG-33)
- USS Jarvis (DD-38, DD-393, DD-799)
- USS Jasmine (1863)
- USS Jason (1869, AC-12, AR-8)
- USS Jasper (PYc-13, PC-486)
- USS Java (1815)
- USS Jawfish (SS-356)
- USS Jaydee III (SP-692)

### Je
- USS Jean (1909)
- USS Jean Sands (1863)
- USS Jeannette (1878, SP-149)
- USS Jeannette Skinner (1917)
- USS Jeff Davis ()
- USS Jeffers (DD-621)
- USS Jefferson (1802, 1814, 1833)
- USS Jefferson City (SSN-759)
- USS Jefferson County (LST-845)
- USS Jekyl (AG-135)
- USS Jenkins (DD-42, DD-447)
- USS Jenks (DE-665)
- USS Jennings County (LST-846)
- USS Jerauld (APA-174)
- USS Jerome County (LST-848)
- USS Jerry Briggs (1918)
- USS Jersey ()
- USS Jessamine (1881, Sp-438)
- USS Jesse L. Brown (FFT-1089)
- USS Jesse Rutherford (DE-347)
- USS Jet (PYc-20)
- USS Jewell (YFB-22)
- USS Jicarilla (ATF-104)
- USS Jimetta (SP-878)
- USS Jimmy Carter (SSN-23)

### Jo
- USS Joanna (SP-1963)
- USS Jobb ()
- USS John A. Bole (DD-755, DD-783)
- USS John A. Moore (FFG-19)
- USS John Adams (1799, SSBN-620)
- USS John Alexander ()
- USS John B. Hinton ()
- USS John Blish ()
- USS John C. Butler (DE-339)
- USS John C. Calhoun (SSBN-630)
- USS John C. Stennis (CVN-74)
- USS John Clay ()
- USS John Collins ()
- USS John D. Edwards (DD-216)
- USS John D. Ford (DD-228/AG-119)
- USS John D. Henley (DD-553)
- USS John Day River ()
- USS John Dunkin ()
- USS John Ericsson (AO-194)
- USS John F. Hartley ()
- USS John F. Kennedy (CV-67)
- USS John Fitzgerald ()
- USS John Francis Burnes (DD-299)
- USS John G. Olsen ()
- USS John Graham ()
- USS John Griffith ()
- USS John Hancock (DD-981)
- USS John Hood (DD-655)
- USS John J. Powers ()
- USS John J. Van Buren ()
- USS John King (DDG-3)
- USS John L. Hall (FFG-32)
- USS John L. Lawrence ()
- USS John L. Lockwood ()
- USS John L. Williamson (DE-370)
- USS John Land ()
- USS John Lenthall (AO-189)
- USS John M. Bermingham ()
- USS John M. Connelly ()
- USS John M. Howard ()
- USS John Marshall (SSBN-611)
- USS John McDonnell (AGS-51)
- USS John McHale ()
- USS John Mitchell ()
- USS John P. Gray (APD-74)
- USS John P. Jackson (1860)
- USS John P. Kennedy ()
- USS John Paul Jones (DDG-32, DDG-53)
- USS John Penn ()
- USS John Q. Roberts (APD-94)
- USS John R. Craig (DD-885)
- USS John R. Perry (DE-1034)
- USS John R. Pierce (DD-753)
- USS John Rodgers (DD-574, DD-983)
- USS John S. McCain (DD-928, DDG-56)
- USS John Sealey ()
- USS John W. Crittenden ()
- USS John W. Thomason (DD-760)
- USS John W. Weeks (DD-701)
- USS John Willis (DE-1027)
- USS John Young (DD-973)
- USS Johnnie Hutchins (DE-360)
- USS Johnson County ()
- USS Johnston (DD-557, DD-821)
- USS Johnstown ()
- USS Joint Venture (IX-532)
- USS Jolly Roger ()
- USS Jonas Ingram (DD-938)
- USS Jones ()
- USS Jonquil ()
- USS Jordan (DE-204)
- USS Joseph C. Hubbard (APD-53)
- USS Joseph Cudahy ()
- USS Joseph E. Campbell (APD-49)
- USS Joseph E. Connolly (DE-450)
- USS Joseph F. Bellows ()
- USS Joseph Hewes (FFT-1078)
- USS Joseph Holt ()
- USS Joseph K. Taussig (DE-1030)
- USS Joseph M. Auman (APD-117)
- USS Joseph M. Clark ()
- USS Joseph P. Kennedy, Jr. (DD-850)
- USS Joseph Strauss (DDG-16)
- USS Joseph T. Dickman ()
- USS Josephine (, , )
- USS Josephine H. II ()
- USS Josephus ()
- USS Josephus Daniels (CG-27)
- USS Joshua Humphreys (AO-188)
- USS Josiah Willard Gibbs (AGOR-1)
- USS Jouett (DD-41, DD-396, CG-29)
- USS Joy ()
- USS Joyance ()
- USS Joyce (DER-317)

### Ju
- USS Jubilant ()
- USS Jubilee ()
- USS Judge Torrence ()
- USS Julia (, )
- USS Julia Hamilton ()
- USS Julia Luckenbach ()
- USS Juliet ()
- USS Juliette W. Murray ()
- USS Julius A. Furer (FFG-6)
- USS Julius A. Raven (APD-110)
- USS Junaluska ()
- USS Juneau (CL-52, CL-119, LPD-10)
- USS Juniata (1862)
- USS Juniata (IX-77)
- USS Juniata County (LST-850)
- USS Juniper (, )
- USS Jupiter (, )
- USS Justice (BATR-20, YP-678)
- USS Justin (, )

A · B · C · D · E · F · G · H · I · J · K · L · M · N · O · P · Q · R · S · T · U · V · W · X · Y · Z